# George Rankine Irwin
George Rankine Irwin (né le 26 février 1907 à El Paso (Texas) – mort le 9 octobre 1998 à College Park (Maryland)) est un physicien américain spécialiste de la résistance des matériaux et de la mécanique de la rupture. Ses recherches sur la rupture des matériaux conduisent à la définition du facteur de concentration de contrainte ({\displaystyle K_{IC}}).

## Années de jeunesse
George R. Irwin grandit à Springfield (Illinois), et passe d'abord une licence de littérature à Knox College, à Galesburg (Illinois) (1930). Après un an de préparation scientifique, il s'inscrit en licence de physique à l'université de l'Illinois à Urbana-Champaign (1931-1935), et soutient sa thèse de doctorat, consacrée au rapport des masses des isotopes du lithium, en 1937.

## Carrière

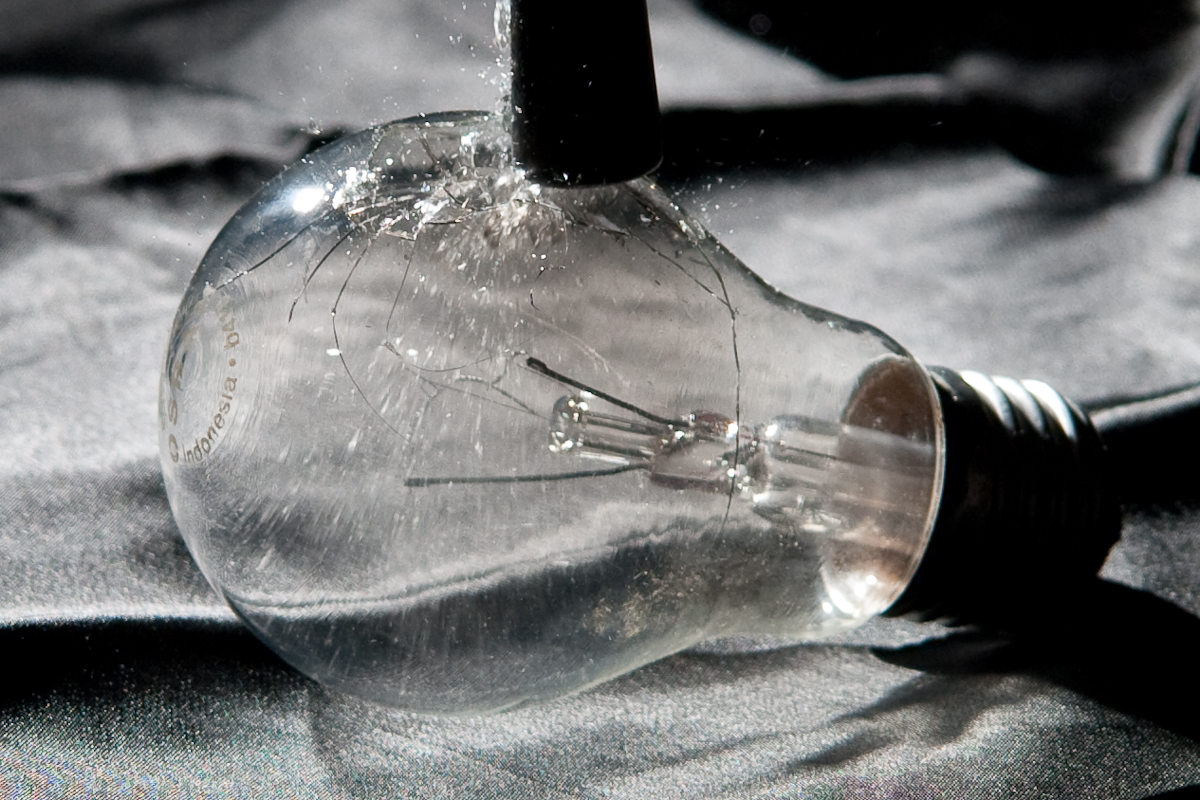
Irwin a étudié le mécanisme de fissuration à l'impact.

En 1937, il est recruté par le Naval Research Laboratory (NRL) de Washington D.C. et y travaille jusqu'en 1967. Il s'y consacre à la balistique, et plus particulièrement au mécanisme de perforation des projectiles, dont il n'achève la description qu'au cours de la Seconde guerre mondiale. Il étudie ensuite les blindages non-métalliques ; ces recherches, jointes à l'observation selon laquelle les blindages épais faits d'un métal ductile comme l'acier, périssent par rupture fragile à l'impact, portent son intérêt sur la rhéologie des matériaux aux grandes vitesses de déformation.
L'approche classique de la rupture fragile remonte aux travaux pionniers du Britannique Alan Arnold Griffith, à la fin des années 1920 : à partir de considérations sur la variation de l'énergie élastique d'une fissure, Griffith détermine un critère de rupture fragile ; mais la théorie de Griffith est phénoménologique, et il est difficile de l'étendre à des pièces de taille finie soumises à des chargements quelconques. Au surplus, cette théorie ne semble convenir que pour une classe particulière de matériaux : celle des matériaux très fragiles comme le verre ou la céramique. Irwin observe que le processus de fissuration des métaux met en jeu un travail de déformation inélastique en pointe de fissure. Cette observation lui permet de perfectionner la théorie de Griffith en ajoutant à l'énergie superficielle de fissuration un travail d'écoulement plastique. C'est dans le cadre de ces recherches qu'Irwin définit le concept essentiel de facteur de concentration de contrainte (KIC) qui est depuis une caractéristique rhéologique bien identifiée.
En 1946, il prend la direction du Département de Balistique du NRL, est promu directeur adjoint (1948) puis directeur (1950) de la Division des Essais Mécaniques, poste qu'il conserve jusqu'à sa retraite de l'Armée en 1967. Il participe à plusieurs commissions de normalisation de l’American Society for Testing and Materials (ASTM).
En 1967, Irwin se voit proposer par son ex-collaborateur Paul C. Paris, spécialiste de la fissuration par fatigue des tôles, la chaire Boeing de l'université Lehigh. Irwin peut y enseigner 5 ans avant d'être rattrapé par la limite d'âge ; avec le Pr. Paris, il peut collaborer avec diverses personnalités de la science des matériaux :
- F. Erdogan, sur la fissuration des structures à coque mince ;
- A. A. Wells, du British Welding Institute, sur la rupture des tôles en acier doux ;
- F. A. McClintock, Massachusetts Institute of Technology et John W. Hutchinson, Harvard University, sur la mise au point des essais de résistance à la rupture pour les matériaux fortement ductiles ;
- James R. Rice, de l'université Harvard, pour l'approche de l'intégrale J, critère d'amorçage des fissure dans les métaux ductiles ;
- L. B. Freund, de l'université Brown, et M. F. Kanninen, du Southwest Research Institute, sur la propagation et l'arrêt de la fissuration rapide.

Après sa retraite de l'université Lehigh en 1972, Irwin bénéficie d'un poste de chercheur associé de College Park, à l'Université du Maryland où il poursuit ses recherches sur la mécanique de la rupture, notamment l'arrêt des fissures et les conséquences d'une fuite de liquide de refroidissement dans une centrale nucléaire. Il est élu membre correspondant de la Royal Society